# Plumularia exilis
Plumularia exilis is een hydroïdpoliep uit de familie Plumulariidae. De poliep komt uit het geslacht Plumularia. Plumularia exilis werd in 1948 voor het eerst wetenschappelijk beschreven door Fraser. 